# Київський Пустинно-Микільський монастир
Київський Свято-Микільський Пустинний монастир — православний чоловічий монастир на Печерську в Києві, один із найдавніших, а в XVII—XVIII столітті — найголовніших і найбагатших монастирів Києва, один із центрів київського паломництва. Відомий з середини XV століття. Спершу розташовувався на Аскольдовій Могилі, наприкінці XVII століття переїхав на Печерське плато, в район сучасної площі Слави, де був зведений Великий Микільський собор, після 1831 року перенесений в район Арсенальної площі. На початку 1930-х років закритий та майже повністю знищений більшовиками, остання будівля знесена у 1962 році.

## Назва
Монастир був присвячений святому Миколаю Мирлікійському. Через своє первісне розташування у вкритій лісом місцевості отримав другу назву — «пустинний», тобто «усамітнений».
Ще один варіант назви монастиря — Стовповий або Слупський — з'явився у XIX столітті, коли осередком обителі стала друга, менша Микільська церква («Малий Микола»), що мала відповідну неофіційну назву. Ця назва походила від старовинної легенди, згідно якої у 1113 році князь Мстислав Володимирович, повертаючись з полювання, заблукав у печерських хащах. Шукаючи дорогу, він несподівано побачив яскраве світло, яке йшло від образу святого Миколая, встановленого, за різними варіантами легенди, на дереві, на високому пні або на стовпі. Світло від образу допомогло князеві знайти вірний шлях, і на честь цієї події він заснував у цих лісах Микільський монастир. В середині XIX століття цю легенду розкритикував Микола Закревський, зазначивши, що в 1113 році Мстислав Великий княжив у Новгороді, і навряд чи відвідував Київ. Також назва Слупський походить від польського «слуп» (пол. słup), тобто «стовп», але полонізація назв у Києві почалася лише за литовської доби, у XIV—XV століттях, тому за часів Київської Русі аж ніяк не могли стовп називати слупом. Втім, за даними історичних джерел, зокрема, за спогадами Павла Алеппського, який у 1650-х роках відвідав Пустинно-Микільський монастир, відомо, що поблизу монастиря стояла каплиця або кам'яний стовп з іконою святого Миколая, яка слугувала, найімовірніше, дороговказом до монастиря, який у ті часи розташовувався на Аскольдовій Могилі.

## Історія
Микільський монастир мав давню історію, втім, точна дата його заснування невідома. За історичними джерелами у XI, максимум — на початку XII століття у місцевості Аскольдова Могила якийсь Олма заклав на місці вбивства князя Аскольда церкву святого Миколи, при якій виник чоловічий монастир. За іншими джерелами церкву побудувано за правління княгиня Ольга, яка тут була похована до переносу її решток до новозбудованої Десятинної церкви. Також у цій місцевості, або трохи вище по схилу, на Печерському плато (в районі сучасної площі Слави) існував і жіночий Микільський монастир, в якому прийняла чернечий постриг мати Феодосія Печерського. Достеменно невідомо точне місцезнаходження цих монастирів та чи існували вони паралельно, або ж чоловічий монастир утворився на місці жіночого. Про існування у давньоруські часи печерного монастиря на Аскольдовій могилі свідчить відкрита у 1853 році на Дніпровському (тоді — Панкратьєвському) узвозі печера, в якій близько XI—XIII століть мешкали ченці. Жіночий Микільський монастир у подальші століття в історичних джерелах не згадується.
Перша достовірна згадка про Пустинно-Микільський монастир датована 1411 роком: це рукописне Євангеліє, в післямові до якого вказано, що воно писане саме в цій обителі. З того часу в історичних джерелах з'являється низка задокументованих свідчень про різноманітні дари монастиреві. Так, 1427 року невідомий князь заповів монастиреві «землю на ім'я Толстолєсського Конона», з якої «йде колода меду, з усіма митами з бобри, із куницями, і з полюддям», у 1489 році король Казимир IV пожалував монастирю село Княжичі під пашню. У 1497 році великий князь литовський Олександр віддав Пустинно-Микільському монастирю у володіння Борщагівку — землі на берегах однойменного  струмка, у 1500 році князь Богдан Глинський подарував монастирю село Гатне, у 1508 році київський воєвода Юрій Монтовтович — Долобське озеро. У 1514 або 1529 році Остафій Дашкевич заповів монастирю село Гвоздове. У 1518 році Юхно Обернейович відписав монастиреві с. Городище біля Малина. Зять Обернейовича Івашко Немирич звернувся до ченців з проханням продати йому Городище. Після тривалих переговорів Івашко дійшов згоду з ченцями, обмінявши Городище на Ворохобовичі. На початку XVI століття польський король Сигізмунд підтвердив право Микільського монастиря на володіння землями («Довгою нивою») на Печерському плато.
Після Берестейської унії 1596 року Пустинно-Микільський монастир тимчасово перейшов під юрисдикцію Української греко-католицької церкви. У 1639 році митрополит Петро Могила та очільники головних київських монастирів, у тому числі й Пустинно-Микільського, подали чолобитну московському царю Олексію Михайловичу про милостиню для київських монастирів, розграбованих і сплюндрованих поляками.
Після переходу України під владу Москви гетьман Богдан Хмельницький 1651 року видав універсал, який підтверджував, зокрема, права Микільського монастиря на усі землеволодіння, це ж право підтвердив грамотою гетьман Іван Виговський у 1658 році. У 1656 гетьман Петро Дорошенко купив у чигирин-дібровського мірошника Андрія Ілляшенка на р. Сулі, поблизу Чигирин-Діброви землі, які згодом передав монастиреві. Наприкінці XVII століття ігуменом монастиря був Варлаам Ясинський, на прохання якого 20 березня 1681 московський цар Федір Олексійович підтвердив грамоту царя Олексія Михайловича про закріплення за монастирем всіх земель і володінь, дарованих польськими королями і руськими князями. А 31 березня 1681 король Польщі Ян III Собеський звільняє маєтки Шепеличі, Ворохобовичі, Дранки, Зубковичі, Літки, Остапи та Радогоща в Овруцькому повіті Київського воєводства, що належать Києво-Пустинно-Микільському монастиреві, від зборів на утримання війська і від постоїв.
У 1690 році гетьман Іван Мазепа почав будівництво на Печерському плато, де був монастирський сад, великого мурованого собору святого Миколая за проєктом московського архітектора Осипа Старцева. Будівництво завершилося, ймовірно у 1694 році, але не пізніше 1696 року, приблизно в той же час навколо церкви спорудили низку мурованих і дерев'яних будівель: дзвіницю (спочатку дерев'яна, у 1750 році замінена мурованою, із надбрамною церквою Благовіщення), трапезну зі Свято-Покровською церквою (бл. 1695—1696) та келії. В архітектурному плані монастирські будівлі, як і собор, мали риси українського бароко. Так трапезна була прикрашена фронтоном, а її церква увінчана бароковою банею. Зведена у 1750 році мурована дзвіниця була триярусною, заввишки близько 45 м і також завершувалася бароковою грушоподібною банею. У 1690-х роках монастир перебрався до новозбудованого комплексу та отримав назву Великого Пустинно-Микільського.

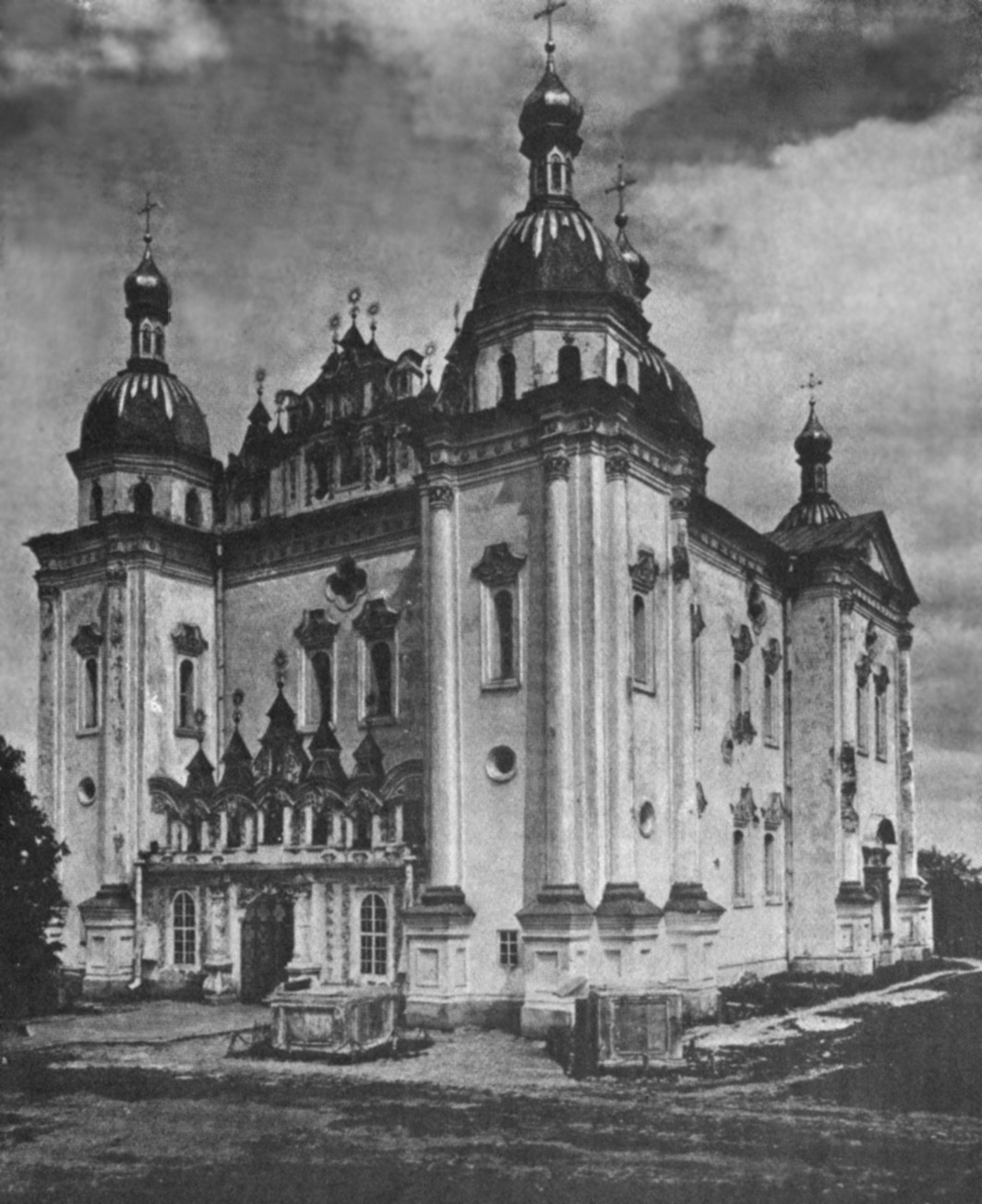
Військово-Микільський собор («Великий Микола»)

На Аскольдовій Могилі залишилося монастирське кладовище із дерев'яною церквою святого Миколи, яка отримала статус кладовищенської. У 1810 році за проектом архітектора Андрія Меленського на її місці збудували ампірову церкву-ротонду, яку реконструювали у 1816 і 1856 роках. Монастирське кладовище, закрите 1845 року, згодом перетворилося на місце поховання міської еліти.
У 1689 році Мазепа призначив на посаду ігумена монастиря Йоасафа Кроковського, а 16 червня 1694 року на його прохання дозволяє на місці спустілого містечка Максимівки Миргородського полку оселити слободу і підтверджує право володіння містечком Городище (тепер Градизьк) того ж полку і всіма володіннями Півського монастиря, об'єднаного з Києво-Пустинно-Микільським монастирем.
У 1713—1715 роках окремо від цього комплексу, на місці стовпа («слупа»; нині район Арсенальної площі), що був дороговказом до старого монастиря, або ж на місці старої дерев'яної церкви коштом князя Дмитра Голіцина спорудили Свято-Микільську Слупську церкву («Малий Микола»). Навколо неї виникло невелике відділення Микільського монастиря, яке через неофіційне найменування церкви — Слупська або Стовпова — отримало народну назву Микільського Слупського (або Стовпового) монастиря.

Малий Микільський собор («Малий Микола»)

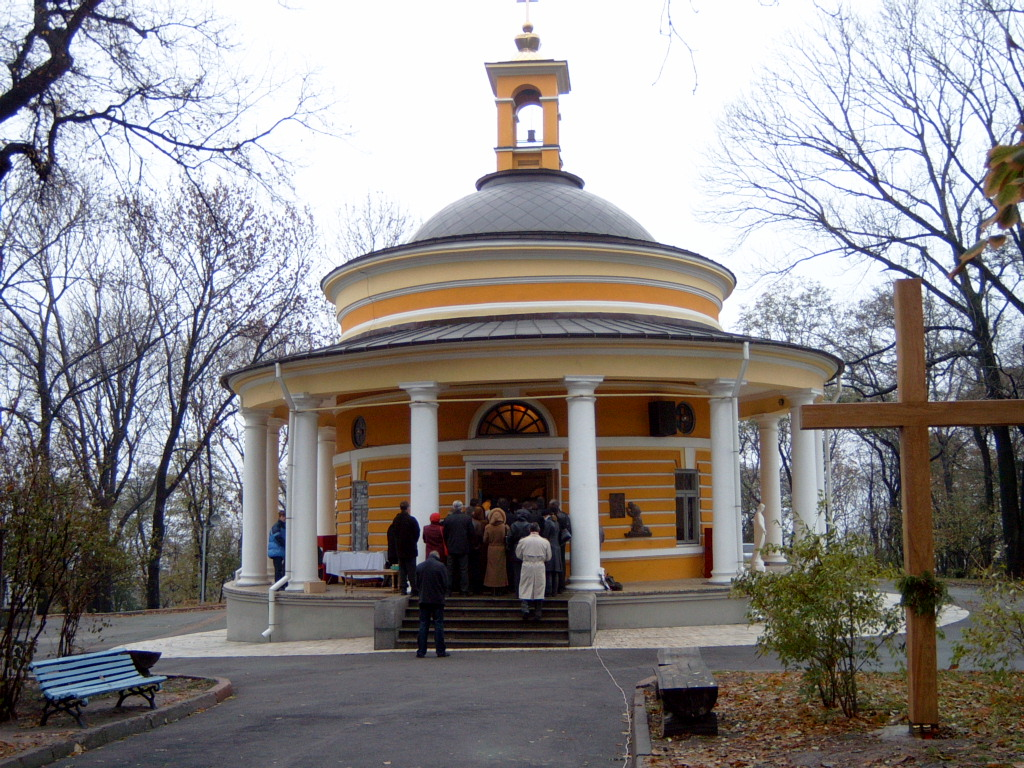
Миколаївська церква на Аскольдовій Могилі

XVIII століття стало періодом розквіту Пустинно-Микільського монастиря, він став одним із найвпорядкованіших та найзаселеніших монастирів Київської єпархії. З 1732 року ним управляли архімандрити, у 1766 році монастир віднесли до першого розряду. Втім, наприкінці XVIII століття почався занепад монастиря, значною мірою спричинений секуляризацією його земель у 1786 році. Натомість обителі призначалося казенне утримання в розмірі 2317 руб. 50 коп. на рік, штат ченців обмежувався 24 особами. У 1811 році після великої Подільської пожежі в Микільський монастир тимчасово перевели черниць із подільського Флорівського монастиря, постраждалого в пожежі, а ченців перевели до Києво-Печерської лаври. Наступного року черниці повернулися до своєї відбудованої обителі, але у приміщеннях Микільського монастиря розмістили військовополонених і (частково) поранених у війні 1812 року. Близько 1827 року братія Микільського монастиря змогла повернутися до своєї обителі та почала її відновлення, але 1827 року велика пожежа на Печерську значно пошкодила монастирські будівлі та майно.
У 1830 році почалося будівництво Нової Печерської фортеці, у зв'язку з чим Великий Микільський собор із прилеглими монастирськими будівлями передали військовому відомству та перетворили на гарнізонний храм, а в келіях розташували казарми. Монастирську братію перевели до «Малого Миколи». Останній, попри набутий статус собору, був досить невеликою церквою, яка не могла вмістити всю братію, до того ж, на відміну від комплексу Великого Микільського монастиря, решта будівель Малого Микільського монастиря були дерев'яними, старими і також затісними для ченців. Архімандрит Варлаам, який очолював обидва відділення монастиря, почав планувати розширення обителі, зокрема, перебудову церкви та спорудження за проєктом архітектора А. Меленського комплексу мурованих монастирських будівель. Кошторис цього проєкту склав 376 233 рублів 10 коп. Микільський монастир не мав таких коштів, тому архімандрит звернувся до влади із клопотанням про виділення необхідної суми із державної казни, але натомість 12 липня 1831 року отримав у відповідь розпорядження про повну ліквідацію монастиря та розподілення ченців по інших обителях Київської єпархії. Тоді архімандрит Варлаам, заручившись підтримкою митрополита Євгенія та київського генерал-губернатора Левашова, порушив інше клопотання: залишити Микільський монастир у рамках комплексу Малого Слупського монастиря, а за те він зобов'язується своїми силами віднайти кошти на перебудову і благоустрій монастиря. У 1833 році Святійший Синод погодився на такі умови, і 1 серпня 1833 року імператор Микола I ухвалив відповідне рішення.
У 1841 році Микільський монастир зарахували до другого розряду. З 1844 року настоятелями обителі ставали за сумісництвом ректори Київської духовної семінарії (до 1831 року монастир очолював архімандрит, який перебував при Великому Микільському соборі).
Станом на середину XIX століття обителі від казни виділялося 3020 рублів на утримання братії, окрім того Микільський монастир отримував дохід від лавок біля Військового собору (свого колишнього собору), кам'яного двоповерхового прибуткового будинку із крамницями на Микільській вулиці, відсотки від нерухомого капіталу сумою близько 13 000 рублів, а також дохід від двох хуторів у селі Гатному, озер у Бортничах і на Оболоні, та сіножаті площею 59 десятин також на Оболоні. Також Микільський монастир опікувався кладовищенською Микільською церквою на Аскольдовій могилі та низкою київських каплиць: дерев'яною каплицею над Хрещатицьким джерелом — легендарним місцем хрещення киян, каплицею святого Миколая біля Ланцюгового мосту, Залізною каплицею на Царській площі.
У 1835 році монастир отримав дозвіл на будівельні роботи із розширення та впорядкування свої будівель. Наступного, 1836 року звели невелику муровану кухню та муровані сараї, розширили Малий Микільський собор добудовою бічних вівтарів і теплої церкви, наприкінці 1830-х років на Микільській вулиці спорудили двоповерховий мурований прибутковий будинок із крамницями на першому поверсі. У 1843 або, за іншими джерелами, у 1875 році в монастирі звели високу муровану надбрамну дзвіницю, у 1870-х роках збудували муровані двоповерхові настоятельський і братський корпуси, одноповерхову муровану трапезну, дерев'яний будинок для парафіяльної школи. У 1912 році на своєму чорному дворі монастир збудував двоповерховий готель для прочан за проєктом архітектора Євгена Єрмакова. Вартість будівництва склала 16127 руб. 42 коп.; на кожному поверсі готелю було по 6 кімнат та по одному санвузлу.

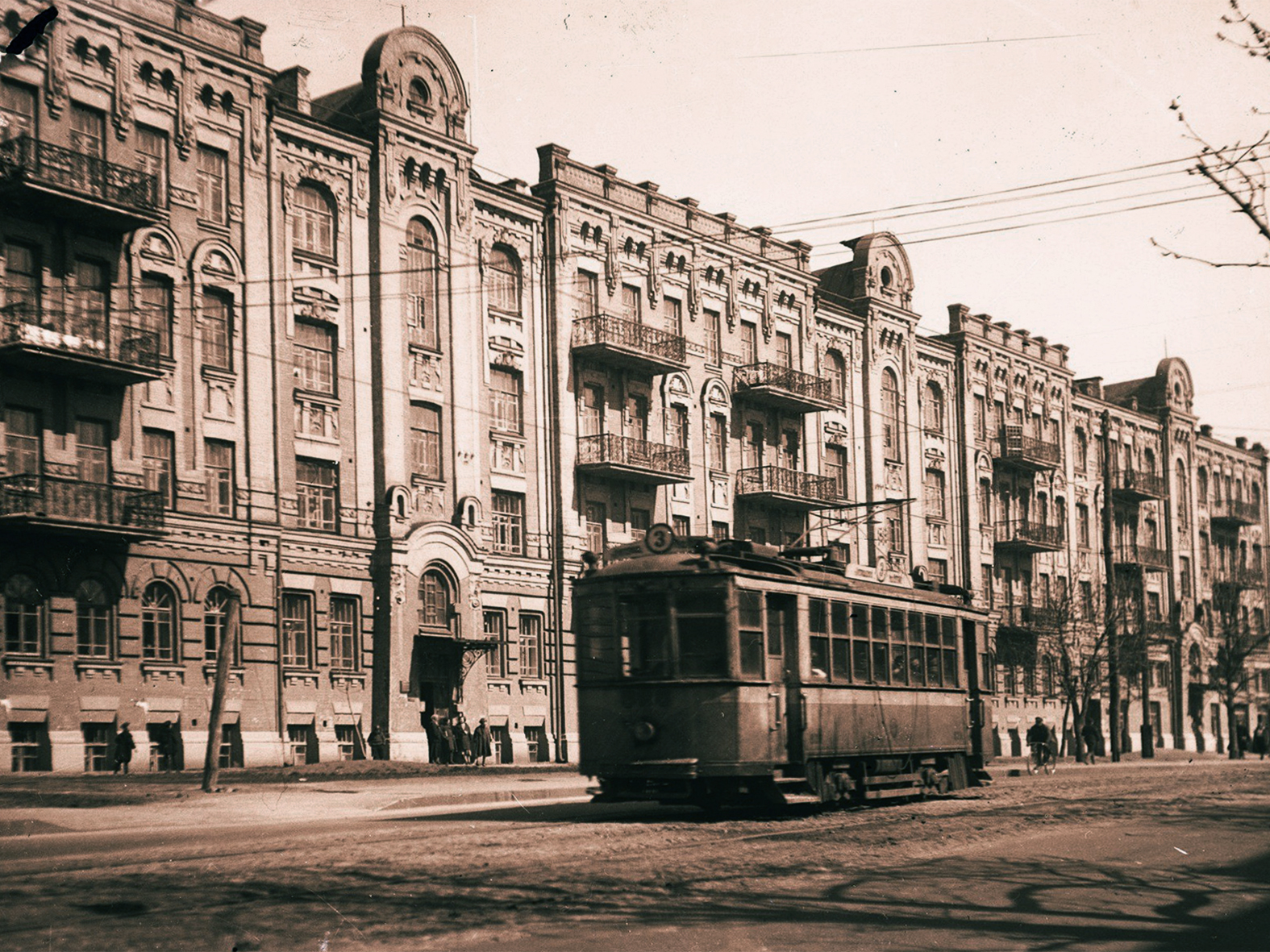
Будинок № 11, 1913—1914 роки

У 1914 році за проєктом також Євгена Єрмакова на Микільській вулиці під № 11 почалося будівництво великого прибуткового будинку для монастиря. Керував роботами київський підрядник Павло Альошин, кошторис будівництва склав 214 794 руб. 17 коп. Будівельні роботи мали завершитися у серпня 1914 року, але до цього часу очільники монастиря уклали угоду з Київським військовим училищем про передачу будівлі після завершення будівництва у користування військовикам для тимчасового розміщення тут 2-го піхотного військового училища. Коштом військового відомства будинок дещо перебудували, пристосувавши до потреб училища, зокрема, обладнали спортивні зали, бібліотеку, їдальню, збройовий клас тощо. 2-ге піхотне училище перебувало у цьому будинку з 1914 по 1917 рік, а 1918 року тут розташувалося Військове міністерство Української держави. Восени того ж року будівлю значно пошкодила пожежа. Після встановлення в Києві більшовицької влади, у 1922 (або у 1923) році у колишньому монастирському будинку розмістився будинок-комуна робітників заводу «Арсенал».
За радянської влади Микільський монастир продовжував діяти, станом на 1928 рік тут нараховувалося 19 ченців. Братія монастиря належала до традиційної «старослов'янської громади». Військово-Микільським собором, постраждалим під час обстрілів Києва у січні 1918 року, у 1919—1930 роках користувалася громада Української автокефальної православної церкви. 1919 року митрополит Василь Липківський тут уперше відправив літургію українською мовою. У 1931 році собор передали Військвідділу, тут облаштували виробничий склад.

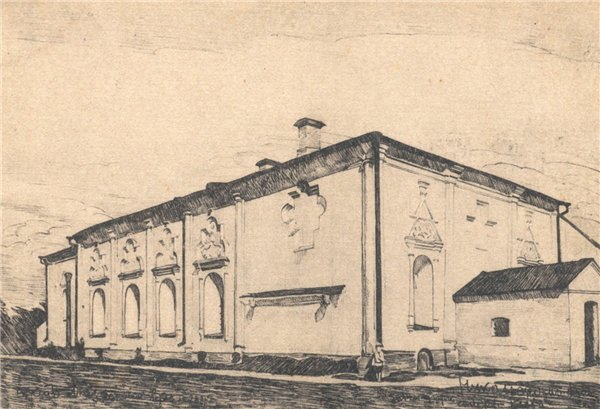
Колишня Трапезна Великого Микільського монастиря

На межі 1920-х—1930-х років комуністична влада почала закривати церкви і конфісковувати їхнє майно, а пізніше — і фізично знищувати храми. Відомо, що станом на 1930 рік Малий Микільський собор із монастирем ще стояли, але у 1934 році вже був представлений проєкт будівництва на місці монастиря комплексу будинків для командування Київським військовим округом авторства Йосипа Каракіса. Найімовірніше, що саме в період з 1930 по 1934 рік собор та монастир знесли. У 1934 році без жодної документації знесли спочатку дзвіницю Військово-Микільського собору, а потім і сам собор, попри спроби Української академії наук зберегти та відреставрувати цю пам'ятку архітектури. На його місці у 1941 році планували побудувати будинок культури заводу «Арсенал», проте Друга світова війна завадила цим планам. У 1962—1965 році на місці собору звели Палац піонерів, при будівництві якого знесли й останню монастирську будівлю — трапезну. Група архітекторів на чолі з А. Мілецьким пропонувала зберегти старовинну будівлю та облаштувати в ній музей історії київської піонерії, проте на думку ідеологів з ЦК КПУ виховання юних атеїстів було неможливе у стінах монастирської будівлі. Приблизно на місці дзвіниці собору збудували готель «Салют». Від усіх будівель пов'язаних із Пустинно-Микільським монастирем збереглися лише кілька будинків по вулиці Івана Мазепи — це колишній прибутковий будинок монастиря (№ 11), і значно перебудовані з надбудуванням кількох поверхів колишні двоповерхові муровані готелі для прочан (№ 7 і № 9). Вже за часів незалежності, у березні 2009 року біля Палацу піонерів встановили пам'ятний камінь на честь Військово-Микільського собору.

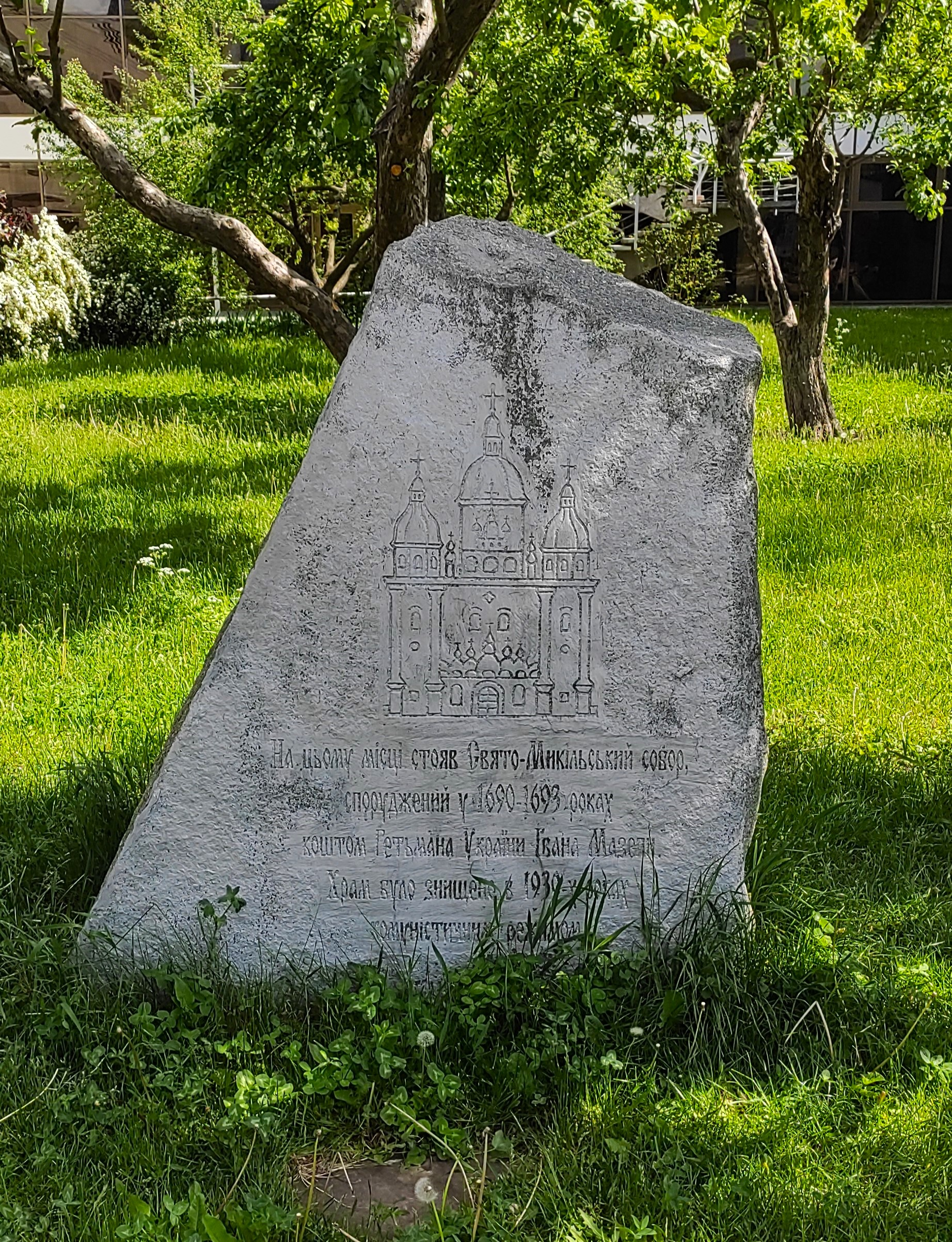
Пам'ятний знак на місці Військово-Микільського собору

## Очільники монастиря
- близько 1518 року — ігумен Сергій[30]
- близько 1544 року — ігумен Алексій[73]
- близько 1570 року — ігумен Касьян[73]
- 1635—1651 — ігумен Ісайя Козловський-Трофимович
- близько 1681 року — Варлаам Ясинський
- з 1689 року — ігумен Йоасаф Кроковський[34]
- близько 1701 року — Стефан Яворський[44]
- з 1727 року — не пізніше 1734 року — архімандрит Йосиф Волчанський[44]
- близько 1830 року — архімандрит Варлаам Криницький
- з 1834 року — архімандрит Авксентій Галинський[42], після пониження статусу монастиря лишив за собою права першокласного настоятеля